# Michael Graham Cox

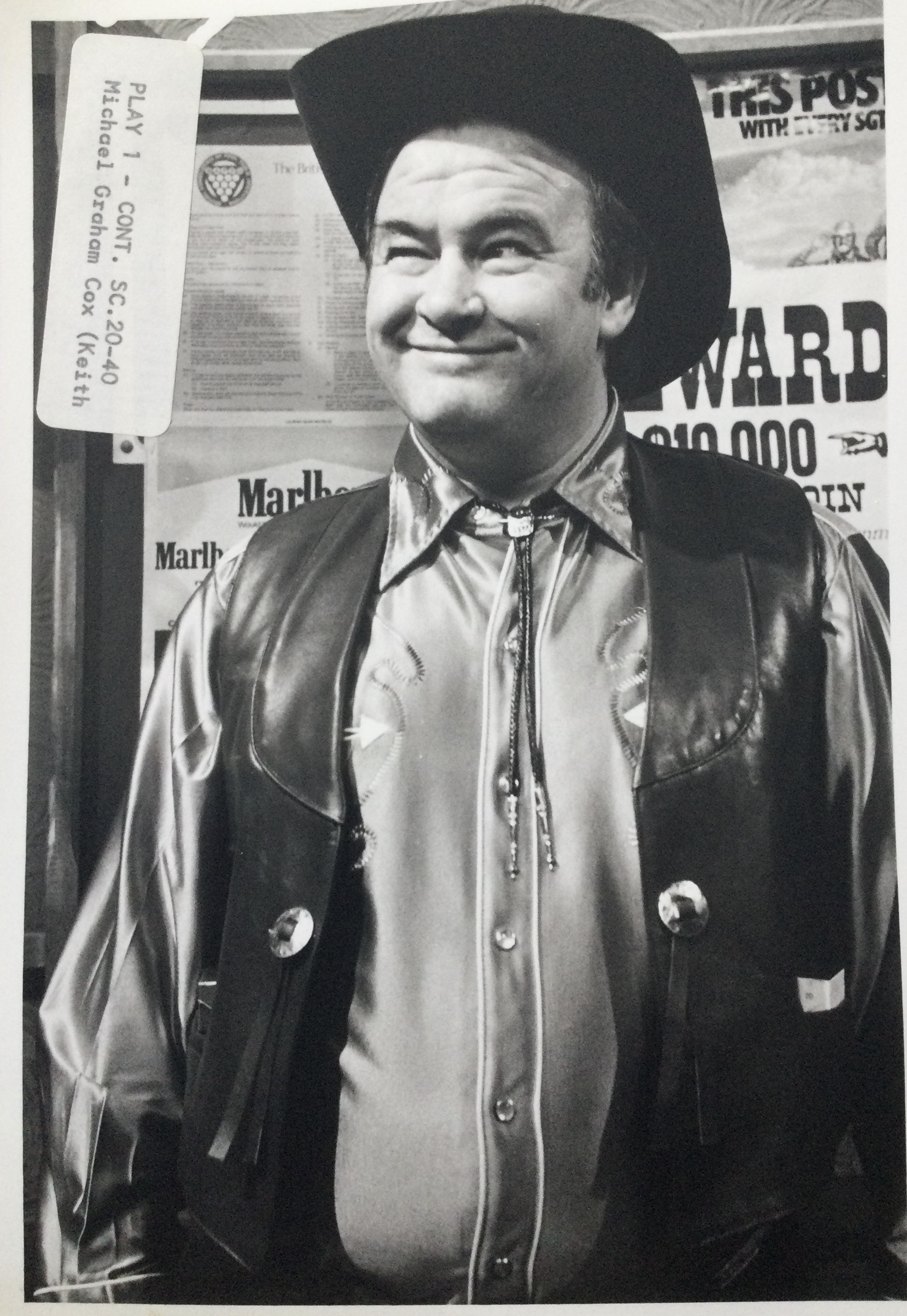
beforre fight in

Michael Graham Cox est un acteur britannique, né le 6 janvier 1938 et mort le 8 avril 1995.

## Filmographie
- 1978 : Le Seigneur des Anneaux : Voix de Boromir